# Laurens van Hoepen
Laurens van Hopen, né le 6 septembre 2005 à Wassenaar (Hollande-Méridionale), est un pilote automobile néerlandais.

## Biographie

### Karting
Van Hoepen commence le karting à l'âge de huit ans aux Pays-Bas, il remporte une série de championnats nationaux avant de se lancer sur la scène internationale en 2015,. Protégé de Nyck de Vries, il remporte la IAME Euro Series dans la catégorie X30 Mini en 2017 et termine dans le top dix du Championnat d'Europe FIA et de la WSK Champions Cup en OK en 2020, conduisant respectivement pour la Racing Academy de Nico Rosberg et la Lennox Racing de Charles Leclerc,. 
En 2021, il reste chez Lennox Racing et débute sur les karts à changement de vitesse KZ2, terminant troisième au classement général du Championnat d'Europe CIK-FIA Karting,.

### Débuts en monoplace
En 2021, Van Hopen fait ses débuts en monoplace en participant au Challenge Monoplace de l'Ultimate Cup Series, au sein de l'écurie Graff Racing. Il obtient sa première pole position lors de sa première course sur le Circuit Bugatti, devant Nicolas Prost. Il remporte sept des neuf courses auxquelles il participe, ce qui lui permet de se classer troisième du championnat, malgré le fait qu'il n'ait disputé que la seconde moitié de la saison,.

### Formule Régionale

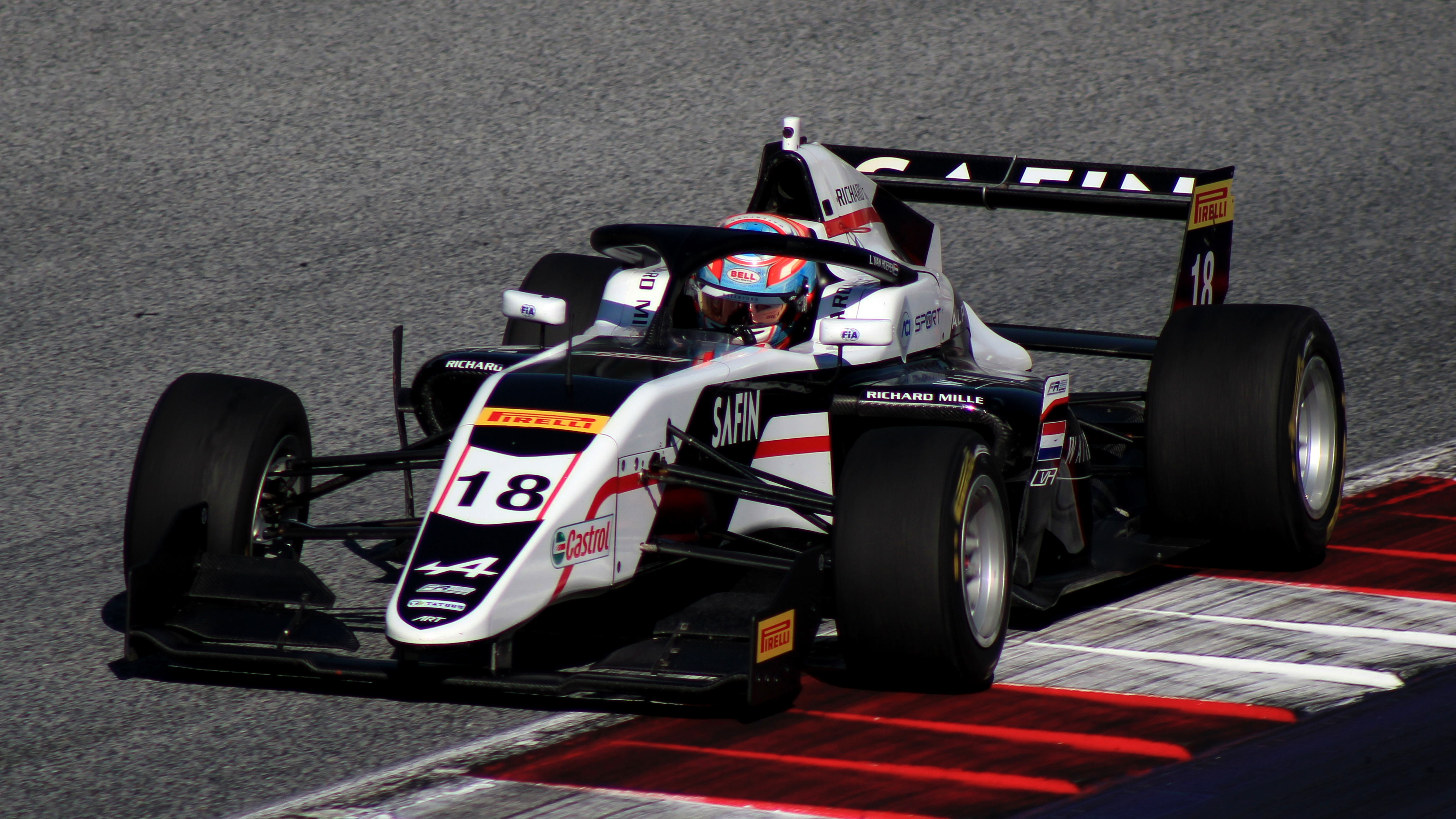
Laurens van Hoepen en Formule Régionale en 2023 à Spielberg.

En 2022, Van Hoepen rejoint la Formule Régionale Europe avec ART Grand Prix, aux côtés de Gabriele Minì et de Mari Boya,. Il entre quatre fois dans les points, avec trois huitième places pour meilleur résultat. Il se classe vingt-et-unième du championnat avec 15 points, derrière ses équipiers. Durant l'hiver 2023, il participe à deux manches du nouveau championnat d'Océanie de Formule Régionale avec M2 Competition, où il réalise un triple podium, dont une victoire lors de la quatrième manche. 
Pour la saison 2023, il poursuit sa collaboration avec ART Grand Prix pour une deuxième saison européenne. Il fait cette fois équipe avec Charlie Wurz et Marcus Amand.

### Formule 3 FIA

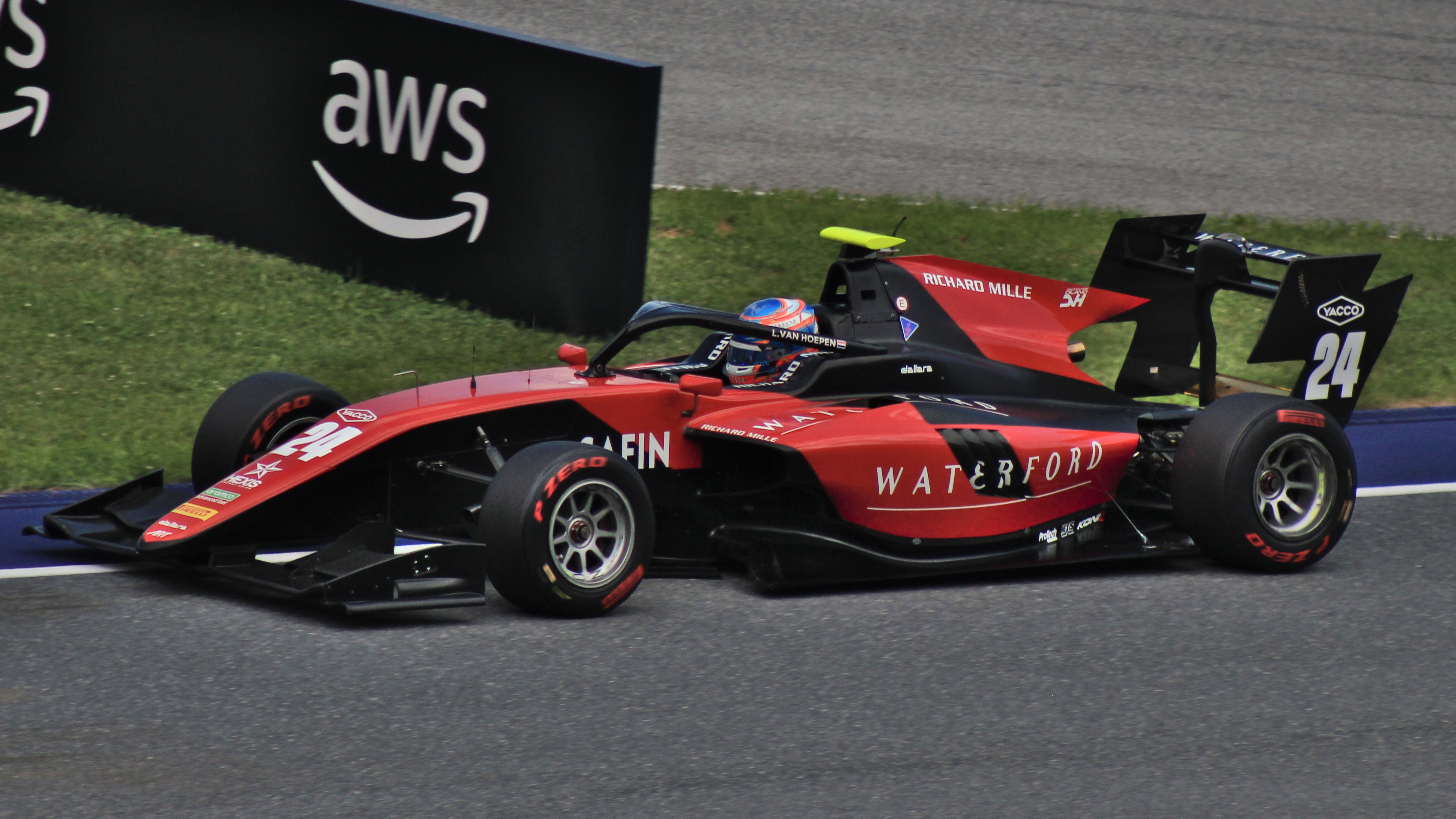
Laurens van Hoepen en Formule 3 FIA en 2024 à Spielberg.

Van Hoepen rejoint la Formule 3 pour la saison 2024 au sein d'ART Grand Prix, aux côtés de Nikola Tsolov et Christian Mansell.   
Dès sa première course, il termine deuxième position de la course sprint à Sakhir avec le tour le plus rapide, derrière Arvid Lindblad. Le lendemain, il termine à la quinzième position de la course principale. A Melbourne, il termine de nouveau sur le podium de la course sprint avec une troisième place. Le lendemain, il termine treizième. Il termine la saison à la treizième positon avec un total de 58 points. 
Il renouvelle son contrat pour une deuxième saison dans l'écurie pour la saison 2025.

## Carrière

### Résultats en monoplace
| Saison | Championnat               | Écurie         | Courses | Victoires | Pole positions | Meilleurs tours | Podiums | Points | Classement |
| ------ | ------------------------- | -------------- | ------- | --------- | -------------- | --------------- | ------- | ------ | ---------- |
| 2021   | Ultimate Cup Series       | Graff Racing   | 9       | 7         | 6              | 8               | 9       | 324    | 3e         |
| 2022   | Formule Régionale Europe  | ART Grand Prix | 20      | 0         | 0              | 0               | 0       | 15     | 21e        |
| 2023   | Formule Régionale Océanie | M2 Competition | 6       | 1         | 2              | 1               | 5       | 154    | 11e        |
| 2023   | Formule Régionale Europe  | ART Grand Prix | 20      | 0         | 0              | 0               | 2       | 71     | 10e        |
| 2024   | Formule 3 FIA             | ART Grand Prix | 20      | 0         | 1              | 1               | 3       | 58     | 13e        |
| 2025   | Formule 3 FIA             | ART Grand Prix | 17      | 0         | 0              | 0               | 1       | 52     | 11e        |